# Újmikola
Újmikola (Micula Nouă), település Romániában, a Partiumban, Szatmár megyében.

## Fekvése
Mikolától északra fekvő település.

## Története
Újmikola korábban Mikola része volt. 1956-ban lett önálló település.
1956-ban 514 lakosa volt.
2002-ben 444 lakosából 362 román, 6 magyar, 73 ukrán volt.